# Grote waaiervis
De grote waaiervis (Dallia pectoralis) is een vis uit de familie Umbridae (Umbridae), orde Snoekachtigen (Esociformes).

## Kenmerken
Deze vis kan maximaal 33 centimeter worden met een gewicht van 375 gram. De vis is lang en cilindervormig, heeft een stompe kop met een grote bek met vooruitstekende onderkaak en afgeronde vinnen. Het lichaam heeft een donkere olijfbruine kleur en een witte buik. De vinnen hebben roodbruine vlekken. Het mannetje krijgt in de paartijd rode vinranden.

## Leefwijze
Hun voornaamste voedsel van deze traag zwemmende vissen bestaat uit insectenlarven van de dans- en de steekmuggen, maar ook slakken en kleine vissen staan op het menu. Deze worden gevangen vanuit een hinderlaag in een zeer korte sprint.

## Verspreiding en leefgebied
Ze worden aangetroffen in moerassen, meertjes en beekjes met vegetatie waarin de vis zich kan verschuilen. Ze worden gevonden tussen Alaska en de eilanden van de Beringzee.

## Overleven
Ze staan bekend om hun overlevingskracht. Ze overleven koude winters door naar een diepte van zeven tot acht meter te verhuizen wanneer de oppervlakte bevriest. Grote kieuwen, bedekt met kieuwplaten helpen de vis te overleven in water van 0 °C en er zijn zelfs verhalen over tot leven komende exemplaren na bevroren te zijn. De lichaamsvloeistoffen bevatten glycoproteïnen die als antivriesmiddel dienen, en zolang deze niet bevriezen overleven zij de koude.
Ze schijnen korte tijd temperaturen van -20 °C te overleven in gecontroleerde omstandigheden indien ze niet in contact komen met ijskristallen, maar er is geen wetenschappelijk bewijs dat de vis langer dan een uur kan overleven in deze omstandigheden.
Ze kunnen ook overleven in zuurstofarme, stilstaande wateren door lucht te happen.